# Beilschmiedia obconica
Beilschmiedia obconica är en lagerväxtart som beskrevs av C.K. Allen. Beilschmiedia obconica ingår i släktet Beilschmiedia och familjen lagerväxter. Inga underarter finns listade i Catalogue of Life.